# Раніка
Раніка (італ. Ranica) — муніципалітет в Італії, у регіоні Ломбардія,  провінція Бергамо.
Раніка розташована на відстані близько 490 км на північний захід від Рима, 55 км на північний схід від Мілана, 6 км на північний схід від Бергамо.
Населення — 6020 осіб (2014).
Щорічний фестиваль відбувається другої неділі червня. Покровитель — Santi Sette Fratelli.

## Демографія
Населення за роками:

Станом на 1 січня 2023 року в муніципалітеті офіційно проживало 307 іноземців з 46 країн, серед них 65 громадян країн Євросоюзу та 25 громадян України.

## Сусідні муніципалітети
- Альцано-Ломбардо
- Горле
- Понтераніка
- Сканцорошіате
- Торре-Больдоне
- Вілла-ді-Серіо